# Казімеж (Краків)
Кажі́меж (пол. Kazimierz; їдиш: קזימיר, Казімір, קוזימיר, Кузімір, קוזמיר, Кузмір) — частина Кракова, що входить до складу дільниці Старе Місто.
Від своєї появи у XIV столітті до початку XIX століття Казімеж був самоврядним містом південніше Кракова і відділеним від нього бічним руслом Вісли, що нині висохло. Північна-східна частина становить історичну єврейську дільницю. Багато століть Кажімеж був місцем синтезу та співіснування єврейської та християнської культур. Нині є однією з головних туристичних пам'яток Кракова, а також важливим осередком культурного життя міста. Був королівським містом Корони Королівства Польського.

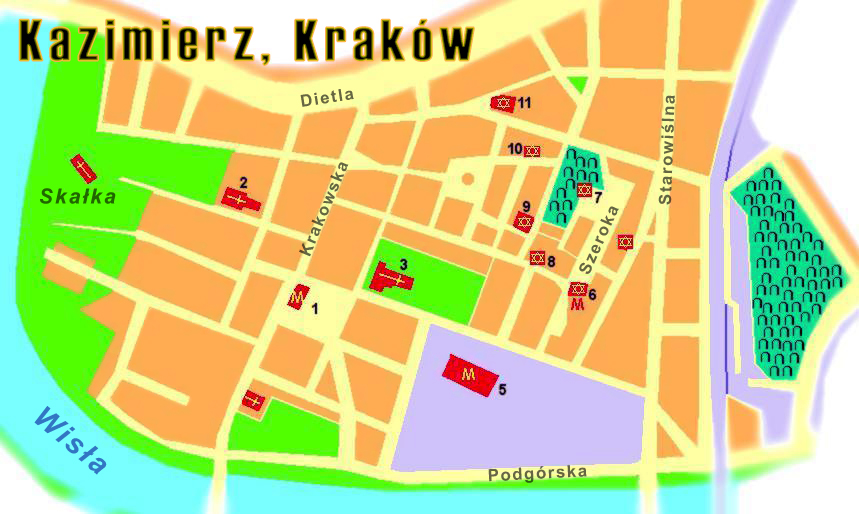
Мапа Казімежа

Кажімеж став важливим центром єврейського життя в Польщі. У ньому були побудовані численні синагоги (сім з яких збереглися до нашого часу), кілька єврейських шкіл і кладовищ. У єврейському Кажімежі жили і працювали відомі рабини Моше Іссерлес і Натан Спіра.
Під час Північної війни Кажімеж був значно зруйнований шведськими військами. У 1800 році Кажімеж був приєднаний до Кракова і став одним з його районів. З 1815 по 1846 рік за проектом архітектора Кароля Кремера відбулося перепланування Кажімежа. У 1822 році були знесені кам'яні стіни, що відокремлювали єврейську частину від польської, і євреї стали поступово заселяти польську частину міста. Наприкінці XIX століття був засипаний річковий рукав Вісли, і Кажімеж більше не відокремлювався від Кракова природними перешкодами. На місці річкового рукава була облаштована нова вулиця Планти Детловські (в даний час це вулиця Юзефа Дітля).
Під час Другої світової війни євреї були зігнані в Краківське гетто, яке розташовувалося на протилежному березі Вісли. Більшість краківських євреїв були вбиті під час ліквідації гетто або в концентраційних таборах.
8 вересня 1994 указом польського президента Леха Валенси Кажімеж був оголошений Пам'яткою історії.
Кажімеж є одним з важливих туристичних і культурних центрів Кракова. Не існує чітких меж між Кажімежем і Старим містом Кракова. Пам'ятки Кажімежа, разом з іншою частиною Старого міста, внесені до списку Всесвітньої спадщини.
Туристичному розвитку Кажімежа сприяв фільм «Список Шиндлера», який знімався на його вулицях. Щорічно в Кажімежі проводиться Фестиваль єврейської культури.

## Відомі люди
- Марцін Ґолінський — хронікар та міщанин,[2] на праці якого посилався Михайло Грушевський[3]